# Iwona Matkowska

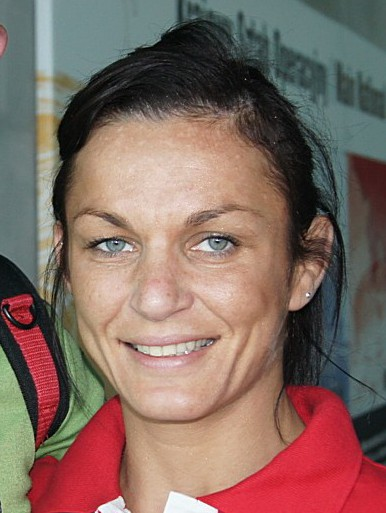
Iwona Matkowska (2012)

Iwona Nina Matkowska (* 28. Mai 1982 in Żary) ist eine polnische Ringerin. Sie wurde 2012 Europameisterin in der Gewichtsklasse bis 51 kg Körpergewicht.

## Werdegang
Iwona Matkowska begann als Jugendliche im Jahre 1993 beim Sportclub Agra Żary, dem sie immer noch angehört, mit dem Ringen. Seit dieser Zeit ist auch Ryszard Dynowski ihr Trainer. Als weiterer Trainer kam noch Jan Grudlewski hinzu. Sie studierte Sport, ist aber seit einigen Jahren Angehörige der polnischen Streitkräfte.
Iwona Matkowska hat in ihrer langen Laufbahn bisher an 27 Welt- oder Europameisterschaften teilgenommen (bei den Juniorinnen, bei den Damen, bei Universitäten-WM und bei Militär-WM). Erstmals startete sie dabei 1998 bei einer internationalen Meisterschaft und wurde dabei in Manchester in der Gewichtsklasse bis 52 kg Junioren-Vize-Weltmeisterin (Cadets). Vize-Weltmeisterin wurde sie auch im Jahre 2000 in Nantes bei den Juniorinnen in der Gewichtsklasse bis 50 kg. Dabei wurde sie erst im Finale von der Japanerin Chiharu Ichō besiegt.
2002 startete sie bei der Europameisterschaft der Damen in Seinäjoki/Finnland, wobei sie in der Gewichtsklasse bis 48 kg, in der sie bis zum Jahre 2012 an den Start gehen sollte, mit einem 4. Platz eine Medaille nur knapp verfehlte. Im gleichen Jahr startete sie auch erstmals bei einer Weltmeisterschaft der Damen. In Chalkida/Griechenland musste sie sich dabei nach einer  Niederlage gegen Inga Karamtschakowa aus Russland aber mit dem 19. Platz begnügen.
Die erste Medaille bei einer Meisterschaft bei den Damen gewann sie dann im Jahre 2005 bei der Europameisterschaft in Warna. Sie besiegte dort u. a. Anne Catherine Deluntsch aus Frankreich und Sigrun Dobner aus Deutschland und verlor erst im Endkampf gegen Lorissa Oorschak aus Russland. Ein Jahr später, 2006, gewann sie dann in Guangzhou/China auch ihre erste Medaille bei einer Weltmeisterschaft. Sie belegte dort den 3. Platz und bekam dafür eine WM-Bronzemedaille.
Im Jahre 2008 erkämpfte sie sich bei der Europameisterschaft in Tampere wieder eine Bronzemedaille, die sich nach einer Niederlage gegen Vanessa Boubryemm aus Frankreich mit Siegen über Natalja Budu aus Moldawien und Burcu Kebic aus der Türkei sicherte. Anschließend gelang es ihr nicht, sich in den Olympia-Qualifikationsturnieren in Edmonton, wie sie den 21. Platz belegte und in Haparanda, wo sie den 5. Platz belegte, sich für die Olympischen Spiele in Peking zu qualifizieren.
Weitere Bronzemedaillen erkämpfte sie sich dann wieder bei den Europameisterschaften 2010 in Baku und 2011 in Dortmund. In Baku unterlag sie im Halbfinale gegen Lorissa Oorsak und siegte im Kampf um die Bronzemedaille über Lenka Matwejewa aus der Slowakei und in Dortmund gelang ihr zwar ein Sieg über Lorissa Oorsak, sie verlor aber dann im Halbfinale gegen die für Aserbaidschan startende Ukrainerin Maria Stadnik. Die Bronzemedaille sicherte sie sich dann mit einem Sieg über die Schwester von Maria Stadnik, Jana Stadnik, die für Großbritannien an den Start ging.
Im Jahre 2012 gelang Iwona Matkowska dann bei der Europameisterschaft in Belgrad endlich der erste Titelgewinn bei einer internationalen Meisterschaft, wenn man von ihrem Sieg bei der Militär-Weltmeisterschaft 2010 in Lahti absieht. Iwona Matkowska startete in Belgrad dabei erstmals nach vielen Jahren in der Gewichtsklasse bis 51 kg und besiegte auf dem Weg zu ihrem Erfolg Karolina Tjapko aus Lettland, Burcu Kebis, Katja Krasnowa aus Russland und Oleksandra Kohut aus der Ukraine.
Iwona Matkowska ist auch dreizehnfache polnische Meisterin (einschl. Juniorentitel). Die Qualifikation für die Olympischen Spiele 2012 in London hat sie aber noch nicht geschafft, da sie bei der Weltmeisterschaft 2011 in Istanbul nach einer Niederlage in der ersten Runde gegen Clarissa Chun aus den Vereinigten Staaten nur den 30. Platz belegte. Diese Qualifikation erreichte sie aber mit einem Sieg beim Qualifikations-Turnier in Sofia. Sie siegte dort vor Alexandra Engelhardt aus Deutschland. In London kam sie zu Siegen über Patricia Bermudez aus Argentinien und Dawaasüchiin Otgontsetseg aus der Mongolei. In ihrem dritten Kampf unterlag sie aber gegen die ehemalige Weltmeisterin Clarissa Chun aus den Vereinigten Staaten. Da diese das Finale nicht erreicht, schied sie aus und belegte den 7. Platz.
Im Jahre 2013 pausierte Iwona Matkowska, meldete sich aber im Sommer 2014 erfolgreich zurück und siegte u. a. bei zwei sehr gut besetzten internationalen Turnieren in Madrid und Dabrowa/Polen.

## Internationale Erfolge
| Jahr | Platz | Wettbewerb                                        | Gewichtsklasse | Ergebnisse |
| 1998 | 2.    | Junioren-WM (Cadets) in Manchester                | bis 52 kg      | hinter Saori Yoshida, Japan vor Ida-Theres Nerell, Schweden |
| 1999 | 11.   | Junioren-WM (Cadets)                              | bis 56 kg      | hinter Saori Yoshida und Zsuszanna Bejczi, Ungarn |
| 2000 | 3.    | Junioren-EM in Sofia                              | bis 50 kg      | hinter Ida-Theres Nerell und Natalja Guschina, Russland |
| 2000 | 2.    | Junioren-WM in Nantes                             | bis 50 kg      | hinter Chiharu Ichō, Japan, vor Natalja Guschina und Ida-Theres-Nerell |
| 2001 | 4.    | Junioren-WM in Martigny/Schweiz                   | bis 50 kg      | hinter Chiharu Icho, Natalja Guschina und Lindsay Rushton Prikett, Kanada |
| 2002 | 1.    | Klippan-Lady-Open                                 | bis 48 kg      | vor Sigrun Dobner, Deutschland und Myrini Koloni, Griechenland |
| 2002 | 4.    | EM in Seinäjoki/Finnland                          | bis 48 kg      | nach Siegen über Wolha Prjadnikowa, Belarus, Camelia Tzekowa, Bulgarien und Julia Woitowa, Ukraine und Niederlagen gegen Inga Karamtschakowa, Russland und Angélique Berthenet-Hidalgo, Frankreich |
| 2002 | 4.    | Junioren-eM in Tirana                             | bis 50 kg      | hinter Brigitte Wagner, Deutschland, Wiktoria Brandusch, Ukraine und Natalja Guschina |
| 2002 | 19.   | WM in Chalkida/Griechenland                       | bis 48 kg      | nach einer Niederlage gegen Inga Karamtschakowa und einem Sieg über Park Ji-yung, Südkorea |
| 2003 | 8.    | EM in Riga                                        | bis 48 kg      | nach einer Niederlage gegen Lilija Kaskarakowa, Russland und einem Sieg über Julia Woitowa |
| 2003 | 2.    | Austrian-Lady-Open in Götzis                      | bis 48 kg      | hinter Lindsay Belisle, Kanada, vor Carol Huynh, Kanada |
| 2003 | 19.   | WM in New York                                    | bis 48 kg      | nach einem Sieg über Flor Quispe Cordova, Peru und einer Niederlage gegen Angélique Berthenet-Hidalgo                                                                                              |
| 2004 | 10.   | FILA-Test-Turnier in Athen                        | bis 48 kg      | nach einer Niederlage gegen Lorissa Oorschak, Russland und einem Sieg über Katerina Pompouridou, Griechenland                                                                                      |
| 2004 | 2.    | Universitäten-WM in Lodz                          | bis 48 kg      | hinter Momoko Sera, Japan, vor Fani Psatha, Griechenland |
| 2005 | 2.    | EM in Warna                                       | bis 48 kg      | nach Siegen über Hahar Ashtiani, Finnland, Anne Catherine Deluntsch und Sigrun Dobner und einer Niederlage gegen Lorissa Oorsak                                                                    |
| 2005 | 12.   | WM in Budapest                                    | bis 48 kg      | nach einem Sieg über Cristina Croitoru, Rumänien und einer Niederlage gegen Lilija Kaskarakowa |
| 2006 | 9.    | EM in Moskau                                      | bis 48 kg      | nach einer Niederlage gegen Marjana Markewitsch, Belarus |
| 2006 | 3.    | Universitäten-WM in Ulaanbaatar                   | bis 48 kg      | hinter Tsogtbadsaryn Enchdschargal, Mongolei und Alana King, Kanada |
| 2006 | 3.    | WM in Guangzhou                                   | bis 48 kg      | nach Siegen über Wu Li-Chuan, Taiwan und Sunisa Klahan, Thailand und einer Niederlage gegen Ren Xuecheng, China                                                                                    |
| 2007 | 2.    | Klippan-Lady-Open                                 | bis 48 kg      | hinter Anne Catherine Deluntsch, vor Sofia Mattsson, Schweden |
| 2007 | 5.    | EM in Sofia                                       | bis 48 kg      | nach einer Niederlage gegen Francine De Paola, Italien, einem Sieg über Fani Psatha und einer Niederlage gegen Brigitte Wagner                                                                     |
| 2007 | 34.   | WM in Baku                                        | bis 48 kg      | nach einer Niederlage gegen Mayelis Caripá, Venezuela |
| 2008 | 3.    | EM in Tampere                                     | bis 48 kg      | nach einem Sieg über Julia Starowoitowa, Belarus, einer Niederlage gegen Vanessa Boubryemm, Frankreich und Siegen über Natalja Budu, Moldawien und Burcu Kebic, Türkei                             |
| 2008 | 3.    | Austrian-Lady-Open in Götzis                      | bis 48 kg      | hinter Anna Lukasiak, Polen und Alexandra Engelhardt, Deutschland |
| 2008 | 21.   | Olympia-Qualifik.-Turnier in Edmonton             | bis 48 kg      | Siegerin: Elsa Tazetdimowa, Russland vor Kim Hyung-joo, Südkorea und Alexandra Engelhardt |
| 2008 | 5.    | Olympia-Qualifik.-Turnier in Haparanda            | bis 48 kg      | hinter Tatjana Bakatschuk, Kasachstan, Estera Dobre, Rumänien, Fani Psatha und Alexandra Engelhardt                                                                                                |
| 2008 | 12.   | WM in Tokio                                       | bis 48 kg      | nach einem Sieg über Guadeloupe Perez Tiscareno, Mexiko und einer Niederlage gegen Tsogtbadsaryn Enchdschargal                                                                                     |
| 2009 | 1.    | Klippan-Lady-Open                                 | bis 48 kg      | vor Lilija Kaskarakowa und Annika Hofmann, Deutschland |
| 2009 | 5.    | EM in Vilnius                                     | bis 48 kg      | nach Siegen über Liliana Santos, Portugal und Annika Hofmann und Niederlagen gegen Maria Stadnik, Aserbaidschan und Lilija Kaskarakowa                                                             |
| 2010 | 1.    | Golden-Grand-Prix in Klippan                      | bis 48 kg      | vor Crystal C. Weber, USA und Angelika Sylwia Glab, Polen |
| 2010 | 3.    | EM in Baku                                        | bis 48 kg      | nach Siegen über Tatjana Gurnowitsch, Belarus und Christina Croitoru, einer Niederlage gegen Lorissa Oorsak und einem Sieg über Lenka Matejewa, Slowakei                                           |
| 2010 | 1.    | Austrian-Lady-Open in Götzis                      | bis 48 kg      | vor Lenka Matejewa und Vania Gomes Guerreiro, Portugal |
| 2010 | 6.    | Golden-Grand-Prix in Baku                         | bis 48 kg      | Siegerin: Yildiz Eschimowa, Kasachstan vor Ayano Suzuki, Japan |
| 2010 | 1.    | Militär-WM in Lahti                               | bis 48 kg      | vor Liao Rong, China und Jaqueline Schellin, Deutschland |
| 2010 | 5.    | WM in Moskau                                      | bis 48 kg      | nach Siegen über Alyssa Lampe, USA, Cristina Croitoru und Jana Stadnik, Großbritannien und Niederlagen gegen Hitomi Obara Sakamoto, Japan und Carol Huynh                                          |
| 2011 | 1.    | Dave-Schultz-Memorial Intern. in Colorado Springs | bis 48 kg      | vor Carol Huynh und Sara Fulp-Allen, USA |
| 2011 | 1.    | Großer Preis von Frankreich in Tourcoing          | bis 48 kg      | vor Clarissa Chun, USA und Li Xiaomei, China |
| 2011 | 2.    | Golden-Grand-Prix in Klippan                      | bis 48 kg      | hinter Yuku Irie, Japan, vor Patimat Bagomedowa, Aserbaidschan |
| 2011 | 3.    | EM in Dortmund                                    | bis 48 kg      | nach Siegen über Fani Psatha und Lorissa Oorsak, einer Niederlage gegen Maria Stadnik und einem Sieg über Jana Stadnik                                                                             |
| 2011 | 1.    | Großer Preis von Deutschland in Dormagen          | bis 48 kg      | vor Aurelia Bassot, Frankreich, Jasmine Mion und Carol Huynh, beide Kanada |
| 2011 | 1.    | Großer Preis von Spanien in Madrid                | bis 48 kg      | vor Jaqueline Schellin, Julita Omilusik, Polen und Patricia Bermudez, Argentinien |
| 2011 | 30.   | WM in Istanbul                                    | bis 48 kg      | nach einer Niederlage gegen Clarissa Chun |
| 2012 | 1.    | Golden-Grand-Prix in Klippan                      | bis 48 kg      | vor Marina Wilmowa und Ljubow Salnikowa, beide Russland und Mercedes Denes, Ungarn |
| 2012 | 1.    | EM in Belgrad                                     | bis 51 kg      | nach Siegen über Karolina Tjakpo, Lettland, Burcu Kebic, Katja Krasnowa, Russland und Oleksandra Kohut, Ukraine                                                                                    |
| 2012 | 1.    | Olympia-Qualif.-Turnier in Sofia                  | bis 48 kg      | vor Alexandra Engelhardt, Deutschland, Nadeschda Fedorowa, Russlan und Liliana Costa Dos Santos, Portugal                                                                                          |
| 2012 | 1.    | Poland-Open in Ratibor                            | bis 48 kg      | vor Carolina Castillo Hidalgo, Kolumbien und Tatjana Amanchol-Bakatschuk, Kasachstan |
| 2012 | 7.    | OS in London                                      | bis 48 kg      | nach S9iegen über Patricia Bermudez, Argentinien und Dawaasüchiin Otgontsetseg, Mongolei und einer Niederlage gegen Clarissa Chun, USA                                                             |
| 2012 | 13.   | Golden-Grand-Prix in Baku                         | bis 48 kg      | Siegerin: Anna Iwamura, Japan vor Natalja Pulkowska, Ukraine |
| 2014 | 21.   | Großer Preis von Deutschland in Dormagen          | bis 48 kg      | Siegerin: Maria Stadnik, Aserbaidschan vor Katharina Baumgartner und Jane Schmiedel, beide Deutschland und Jessica MacDonald, Kanada                                                               |
| 2014 | 1.    | Großer Preis von Spanien in Madrid                | bis 48 kg      | vor Victoria Anthony, USA, Alyssa Lampe, USA und Walerija Tschepsarakowa, Russland |
| 2014 | 1.    | Poland-Open in Dabrowa/Polen                      | bis 48 kg      | vor Alina Morewa, Russland, Nadeschad Fedorowa und Anna Lukasiak, Polen |

Erläuterungen
- alle Wettkämpfe im freien Stil
- OS = Olympische Sommerspiele,  WM = Weltmeisterschaft, EM = Europameisterschaft